# أبو منصور فرامرز
ظهير الدين أبو منصور فرامرز (بالفارسية: أبو منصور فرامرز)، المعروف باسم فرامرز، كان أمير بني كاكوية في أصفهان. هو الابن البكر لمحمد بن رستم دشمنزار. هزمهُ طغرل بك عام 1051 وأصبح تابعًا له. توفي فرامرز لاحقًا بعد عام 1063، وربما في سبعينيات القرن العاشر.

## فتره الحكم
في عام 1037، عزز محمد بن رستم دفاعات أصفهان لحمايتها من نهب التركمان الرحل من خراسان. في عام 1041، بعد هزيمة الغزنويين على يد السلاجقة في معركة دنداناقان، أصبح السلاجقة جيرانًا بنو كاكوية. بعد هزيمة الغزنويين، جعل زعيمهم طغرل بك ، الري عاصمةً لمملكته.
بعد أربع سنوات، خلف فرامرز والده محمد في أصفهان، بينما تولى الابن الأصغر لمحمد گرشاسب الأول السلطة في همدان كملك تابع لأخيه. الابن الثالث لمحمد، أبو حرب، تمرد على أخيه الأكبر وطلب المساعدة من البويهيين في فارس. ومع ذلك هزم فرامرز الأخ المُتمرد.
كانت العلاقات مع فرامرز وطغرل بك ذات أهمية عالية. يبدو أن فرامرز كان حاضراً مع السلاجقة في معركة دندانقان ضد الغزنويين. عندما صعد فرامرز إلى عرش بني كاكوية، ضمن ولاءه لطغرل بإرسال جزية مدفوعة إليه. ومع ذلك، فأن فرامرز وشقيقه گرشاسب كانا على استعداد بعدم البقاء إلى جانب السلاجقة.
في عام 1044، غزا فرامرز عددًا قليلاً من المدن في كرمان من البويهيين، لكنه سرعان ما شنوا هجومًا مضادًا عليه، واستعاد أجزاء من كرمان واستولوا على أباركوه. في العام التالي، اتخذ الديلميون والأكراد في إقليم الجبال موقفًا لمقاومة تقدم التركمان من خراسان. في العام التالي وصل طغرل إلى أصفهان. ثم استسلم فرامرز للسلاجقة. في 1045-1046، بعد عودة طغرل إلى خراسان، أعلن فرامرز نفسه تابعاً إلى البويهيين، مما اضطر طغرل بك للعودة إلى أصفهان، حيث هزم بنو كاكوية، وجعل فرامرز تابعاً له مرة أخرى.
في عام 1050، حاصر طغرل أصفهان. دافع أهالي أصفهان عن المدينة بشجاعة ضد السلاجقة، لكنهم استسلموا أخيرًا بعد عام. هُدمت أسوار أصفهان، ثم جعل طغرل المدينة عاصمته.

### سيادة السلاجقة
ثم عُين فرامرز حاكماً يزد وأباركوه تعويضاً عن خسارة أصفهان. كانت كلتا المدينتين اللتين كان يسيطر عليهما بالفعل تحت سيطرة بنو كاكوية. بالرغم من أنه فقد كل السلطة تقريبًا، إلا أن فرامرز كان يحظى باحترام كبير في البلاط السلجوقي، حيث حصل على لقب «شمس المُلك» مرتين في عامي 1061 و 1063. خلال هذه الفترة كان ضمن الوفد السلجوقي إلى بغداد حيث ذهب مع الوزير السلجوقي عميد الملك الكندري وطغرل لتنظيم حفل زفاف الملك السلجوقي على ابنة الخليفة العباسي القائم. بعد ذلك، لم يُعرف أي شيء عن فرامرز، وربما مات بعد ذلك بوقت قصير. خلفه ابنه علي بن فرامرز، الذي تزوج لاحقًا إحدى بنات جغري بك.

## فهرس
- Bosworth، C. E. (1968). "The Political and Dynastic History of the Iranian World (A.D. 1000–1217)". في Frye (المحرر). The Cambridge History of Iran, Volume 5: The Saljuq and Mongol periods. Cambridge: Cambridge University Press. ص. 1–202. ISBN:0-521-06936-X.0-521-06936-X
- جانين ودومينيك سورديل، القاموس التاريخي للإسلام ، إد. PUF ،(ردمك 978-2-13-054536-1) ، مقال Kakuyids ، ص. 452-453.9004097902